# The Old Man and the Key
The Old Man and the Key — тринадцятий епізод 13 сезону серіалу «Сімпсони». У США вийшов 10 березня 2002 року.

## Сюжет
На початку серії, родину Сімпсонів повідомляють про смерть Ейба, хоча насправді помер не Ейб Сімпсон, а Ейб Стемпсон, наступній після кімнати Ейба. Родичі Ейба радіють, що він не помер, хоча Ейб каже: «До моєї смерті — ще мінімум 40 років!»Тим часом, до будинку пристарілих приїжджає нова мешканка — 70-річна Зельда і її мали б поселити до Ейба Стемпсона, але той помер і її поселяють разом із Ейбом. Вона відрекомендувала себе так: «Привіт, я з тих красунь, з якими розмовляють». З Ейбом вона швидко знашла спільну мову, але Ейб дізнається, що для подальшого продовження відносин з ним потрібен автомобіль, адже на Зельду претендують і інші мешканці будинку пристарілих. Ейб має права, проте прострочені, і Сельма Бовьє неохоче йому їх видає, побачивши статтю з фотографією Ейба, що кричить на небо під назвою «Старий Матюкає Небо». Коли Ейб виходить з ДМВ, то спершу дякує небові, а згодом знову починає матюкатися на небо.
Прийшовши додому, Ейб одразу збирається на побачення з Зельдою, але Гомер йому каже, що не відпустить його їхати самого, бо йому дорогий свій автомобіль. Ейб також хоче, щоб Мардж йому купила шкіряні рукавички, але Мардж віддмовляється і Ейб падає на килим і притворяється мертвим кричачи: «Я мертвий! Мертвий! Мертвий! Дохлий як щури у нас у підвалі! Мертвий! Мертвий!» і Мардж неохоче погоджується. Свою обіцянку Гомер виконує і їде на задньому сидінні з палицею, до якої приклеєний кроссівок, і кожні 5 секунд тисне на гальма, хоча Ейб добре керує машиною. Також Гомер є завадою Ейба і Зельди у автокінотеатрі, а після того як Ейб хоче вигнати Гомера, він дозволяє Ейбу самому їздити тільки у магазин за продуктами або до свого будинку пристарілих. Це Ейб і використовує — він бере Зельду і відправляється на гору Спрингфілда, де ковтає 5 таблетоквіагри і проводить із нею усю ніч. На ранок Гомер знаходить Ейба, який задоволено повертається додому і дозволяє використовувати авто лише у поїздці за продуктами. Але, у Квікі-Марті, Ейб зустрічається з друзями — Джаспером і Євреєм, де вони купляють лотерейні квитки. Ейб стирає плівку і забруднює куртку чоловіка з «Голівудською» курткою.
Щоправда, бійці завджує Апу, і каже — що найкращий засіб вирішення проблеми — «Смертельні перегони» у відкритій каналізації. Гомер Ейбу заборонив, але Ейб чує насмішки і погоджується. На перегонах, Снейк і його дівчина є суддями. Снейк спершу хтів зірвати зі своєї дівчини ліфчик, але вона відмовилася і Ейб з друзями рушають. По дорозі, їх випереджають чоловіки з курками, але Єврей ставить Гомерову палицю з кросівком на гальма машини, яка наблизилася і компанія чоловіків з Голівудськими куртками врізається у стіну, а Ейб з друзями виграє заїзд, в'їхавши у тунель, щоправда з тунелю немає дороги і машина вилітає з гори і б'ється об дерева і бездоріжжя. Ейб і його друзі врізаються у дерево, на якому висить гамак, Джаспер «ламає» бороду, а Гомер бачить аварію і назавжди забороняє Ейбу їздити на машині. Ейб понуро йде до будинку пристарілих і каже : «Докатався я...», признається Зельді, що втратив машину, але тут приїджає інший чоловік з будинку пристарілих на мікроавтобусі, та ще й з трапом для інвалідних візків, і забирає її на концерт до Бренсона, штат Міссурі. Ейб терміново вирішує їхати туди і їде у гараж красти машину Мардж.
Ейб і Барт в'їждажають у Бренсон і зупиняються у передмісті. Ейб показує Бартові знаки бомжів на заборі «Оце — означає кралечка (показує силует жінки), а це — вбиті бомжі у підвалі». Після цього вони бачать, як жінка виносить походні мішечки бомжів. Ейб лякається і вони тікають до центру міста, щоб відшукати Зельду. А тим часом Мардж збирає членів родини, і каже, що Ейб вийшов з-під контролю і вкрав машину Мардж. Тоді Гомер бачить, як підїжджає автобус до Бронсона, Міссурі. але туди сідають Фландеси, і Гомер радить почекати інший автобус, але Мардж примушує його сісти. Щоправда вони приїжджають у
Бронсон, а не Бренсон і сідають на міський автобус, щоб туди добратися. Ейб з Бартом потрапляють на концерт, де Ейб знаходить Зельду, і називає її простою «причепою». Ейба забирають зі сцени, а біля театру Ейба і Барта чекає родина, де сварять Ейба і їдуть додому, у Спрингфілд.